# آدام گارسیا
آدام گارسیا (انگلیسی: Adam Garcia؛ زاده ۱ ژوئن ۱۹۷۳) بازیگر صحنه، فیلم و تلویزیون اهل استرالیا است که بیشتر برای بازی در نمایش‌های موزیکال تب شنبه شب و مرا ببوس، کیت شناخته‌می‌شود. گارسیا همچنین خواننده و رقصنده آموزش دیده است. او دو بار و در سال‌های ۱۹۹۹ و ۲۰۱۳ نامزد دریافت جایزه لارنس الیویه شده‌است.
از فیلم‌ها یا برنامه‌های تلویزیونی که وی در آن‌ها به ایفای نقش پرداخته‌است می‌توان به وایلد (۱۹۹۷)، کایوت آگلی (۲۰۰۰)، ماشین‌سواری با پسرها (۲۰۰۱)، برادر عشق (۲۰۰۴)، بی‌حرکت ایستادن (۲۰۰۵)، دکتر هو (۲۰۰۵)، هاوس (۲۰۱۰)، نابغه (۲۰۱۷) و قتل در قطار سریع‌السیر شرق (۲۰۱۷) اشاره کرد. 